# Edvard Rönnfors
Edvard Rönnfors, född 11 januari 1876 i Karlanda socken, Värmlands län, död 4 maj 1966 i Silbodal, var en svensk byggmästare, skogsarbetare, skriftställare, målare och tecknare.
Han var son till småbrukaren Olof Nilsson och Anna Eriksson och från 1919 gift med Hulda Jansson, död 1960. Rönnfors var som konstnär autodidakt. Separat ställde han bara ut i Årjäng. Han gjorde sig känd som en stor hembygdsforskare och skriftställare och utgav på eget förlag tidskriften Västvärmländsk hembygd där han sedan 1945 utförde merparten av illustrationerna och även svarade för texten. Han började måla i 60-årsåldern och utförde porträtt, stilleben, figurer och landskapsmotiv. Han tilldelades ett antal stipendier och belöningar för sitt kulturella arbete inom hembygdsforskningen. Han skrev även Nordmarkingar som är en folklivspjäs i fyra akter. Rönnfors finns representerad vid Västra Värmlands fornminnesförening och Silbodals hembygdsförening.